# Turk 182!
Turk 182! is een Amerikaanse actiefilm uit 1985.

## Rolverdeling
| Acteur         | Personage      |
| -------------- | -------------- |
| Timothy Hutton | Jimmy Lynch    |
| Robert Urich   | Terry Lynch    |
| Kim Cattrall   | Danny Boudreau |
| Robert Culp    |                |
| Darren McGavin |                |
| Steven Keats   |                |
| Peter Boyle    | Det. Ryan      |
| Jack McGee     |                |
| James Tolkan   |                |
| Norman Parker  |                |
| David Wohl     |                |